# Гліб
Гліб (д.-рус. Г(ъ)лѣбъ, біл., рос. Глеб) — східнослов'янське чоловіче ім'я, що ввійшло в християнський іменослов після канонізації Гліба Володимировича.

## Етимологія
Згідно з норманською версією, Гліб є раннім запозиченням зі скандинавського Guðleifr, з guð — «Бог» і leifr (lēfr) — «нащадок» (буквально – «нащадок Бога»).
Водночас існують версії, що ім'я має слов'янське походження. Польський мовознавець Станіслав Роспонд у своїй роботі «Структура та класифікація східнослов'янських антропонімів» відносить ім'я Гліб до низки інших східнослов'янських антропонімів: «до іменних архетипів, не зустрічається де-небудь в іншому місці». «Деякі з цих архетипів — пише Роспонд, — підтверджуються античними джерелами … Сюди ж слід віднести неправильно визнані нордичними форми Олег, Ольга, Ігор, Г'лѣб', Улѣб', Дулѣб'».
Етнолог Галина Лозко відзначає, що ім'я Гліб серед слов'ян уживається настільки давно, — згадується в писемних джерелах уже в V столітті, — що вважати його запозиченим немає підстав.
Згідно зі словником Бориса Грінченка, в українській мові слово «глиб» означає глибину, «глип» — пильний проникливий погляд, «глипати» — кидати пильні («глибокі») погляди.
У сербській мові, яка зберегла до ХХІ століття багато слів давньослов'янскої мови, слово «ґалеб» означає птаха мартина.

## Відомі носії
- Гліб Рєпіч (нар. 1988) — біохімік, кандидат хімічних наук, ведучий наукової рубрики на телешоу «Сніданок з 1+1»
- Гліб Валерійович Бабіч (1969—2022) — український поет, автор пісень, блогер, учасник російсько-української війни, співзасновник волонтерської ініціативи «Res_Publica»
- Гліб Лозино-Лозинський (1910—2001) — радянський та російський конструктор авіаційних і космічних двигунів, літаків-винищувачів і багаторазових космічних систем.
- Гліб Лончина (нар. 1954) — єпископ Української греко-католицької церкви.
- Гліб Кінах (хресне ім'я Григорій; 1888—1980) — священник Української греко-католицької церкви, василіянин, історик, письменник.
- Гліб Самойлов (нар. 1970) — радянський та російський музикант, поет, композитор, лідер гурту ''The Matrixx'', у минулому — фронтмен гурту ''Агата Крісті''.
- Гліб Якунін (1934—2014) — російський правозахисник, православний священник, у 1980-х роках — в'язень сумління.
- Гліб Панфілов (1934—2023) — радянський та російський кінорежисер і сценарист. Чоловік актриси Інни Чурикової.
- Гліб Стриженов (1925—1985) — радянський актор театру та кіно. Заслужений артист РРФСР (1974). Учасник німецько-радянської війни. Старший брат актора Олега Стриженова.
- Гліб Пускепаліс (нар. 1992) — російський актор театру та кіно. Син актора Сергія Пускепаліса.
- Гліб Павловський (1951—2023) — російський політолог та журналіст. Дисидент часів СРСР.
- Гліб Смолкін (нар. 1999) — російський фігурист. Син актора Бориса Смолкіна. Виступає в парі з Діаною Девіс.
- Гліб Бабіч (1969—2022) — український поет, автор пісень, блогер. Син інженера-суднобудівника Валерія Бабича. Загинув на фронтах російсько-української війни.
- Гліб Вишеславський (нар. 1962) — український художник та мистецтвознавець.

### Князі
- Гліб Володимирович (святий Гліб)
- Гліб Святославич
- Гліб Всеславич